# Adobo filipino
El adobo filipino es un plato filipino popular y un proceso de cocción en la cocina filipina que incluye carne, mariscos o vegetales marinados en vinagre, salsa de soja, ajo, hojas de laurel y granos de pimienta negra, que se doran en aceite y se cuecen a fuego lento en el adobo. En ocasiones se ha considerado el plato nacional no oficial de Filipinas.

## Etimología
Adobo es una palabra que se introdujo en Filipinas durante la colonización española, para denominar a una técnica precolonial similar al adobo. Hoy en día, las lenguas autóctonas filipinas como el tagalo han adoptado la palabra adobo.

## Historia
El método del adobo filipino se remonta a la Filipinas prehispánica. En aquella época, a menudo se preparaba la comida con vinagre y sal para conservarse por más tiempo en el clima tropical de las islas. El vinagre, en particular, es uno de los ingredientes más importantes de la cocina filipina, con cuatro tipos tradicionales principales: vinagre de coco, vinagre de caña, vinagre de palma nipa y vinagre de palma kaong, todos los cuales están relacionados con la fermentación alcohólica tradicional.

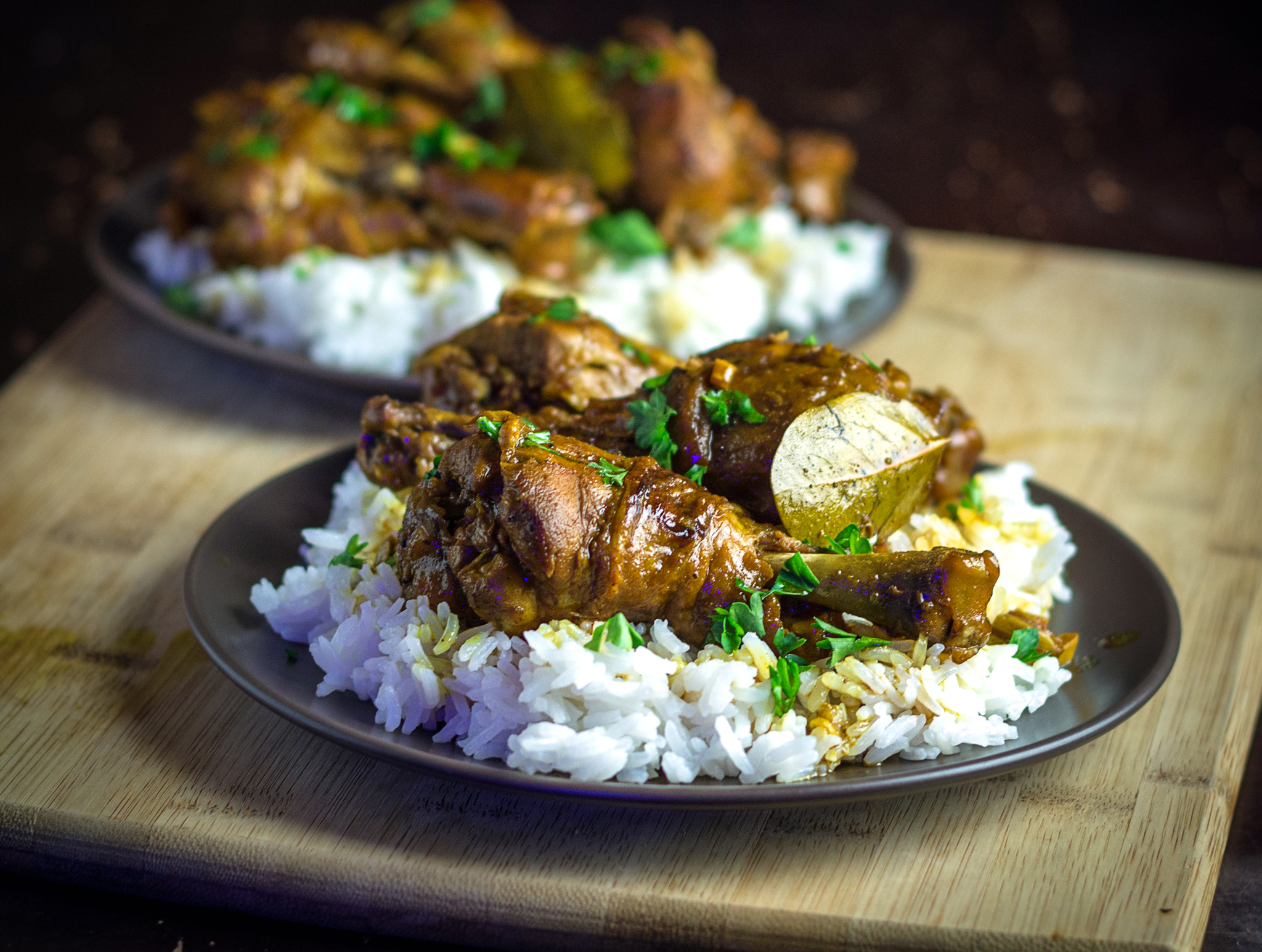
Adobo de pollo sobre arroz blanco

Hay cuatro métodos de cocción tradicionales principales que utilizan vinagre que todavía prevalecen ampliamente en las Filipinas en la actualidad: kinilaw (mariscos crudos en vinagre y especias), paksiw (un caldo de carne con vinagre y especias), sangkutsa (precocinar la carne estofándola en vinagre y especias), y finalmente adobo (un guiso de vinagre, ajo, sal / salsa de soja y otras especias). Se cree que paksiw, sangkutsa y adobo eran todas derivaciones de kinilaw . Ellos también están relacionadas con técnicas como la cocina sinigang y Pinangat na ISDA que también tienen un caldo amargo, aunque el uso de frutas nativas como calamansi, tamarindo, sin madurar mangos, bilimbi, santol, y la fruta de estrella en lugar de vinagre.
Cuando el Imperio español colonizó Filipinas a fines del siglo XVI y principios del siglo XVII, se encontraron con el proceso de cocción del adobo. Se registró por primera vez en el diccionario Vocabulario de la lengua tagala (1613) compilado por el misionero franciscano español Pedro de San Buenaventura . Se refirió a él como adobo de los naturales (" adobo de los pueblos originarios").
Los españoles también aplicaron el término adobo a cualquier plato autóctono que fuera marinado antes de su consumo. En la edición de 1794 de Vocabulario de la lengua tagala, se aplicó a quilauìn ( kinilaw ) un plato relacionado pero diferente que también utiliza principalmente vinagre. En el Vocabulario de la lengua Bisaya (1711), el término guinamus (forma verbal: gamus ) se usaba para referirse a cualquier tipo de adobo ( adobo ), desde pescado hasta cerdo. Otros términos para los platos precoloniales parecidos al adobo entre los pueblos de Visayan son dayok y danglusi . En Visayan moderno, guinamos se refiere a un plato completamente diferente, bagoong . Los platos preparados con vinagre, ajo, sal (más tarde salsa de soja) y otras especias eventualmente se conocieron únicamente como adobo, y el término original para el plato ahora se perdió en la historia.

## Descripción

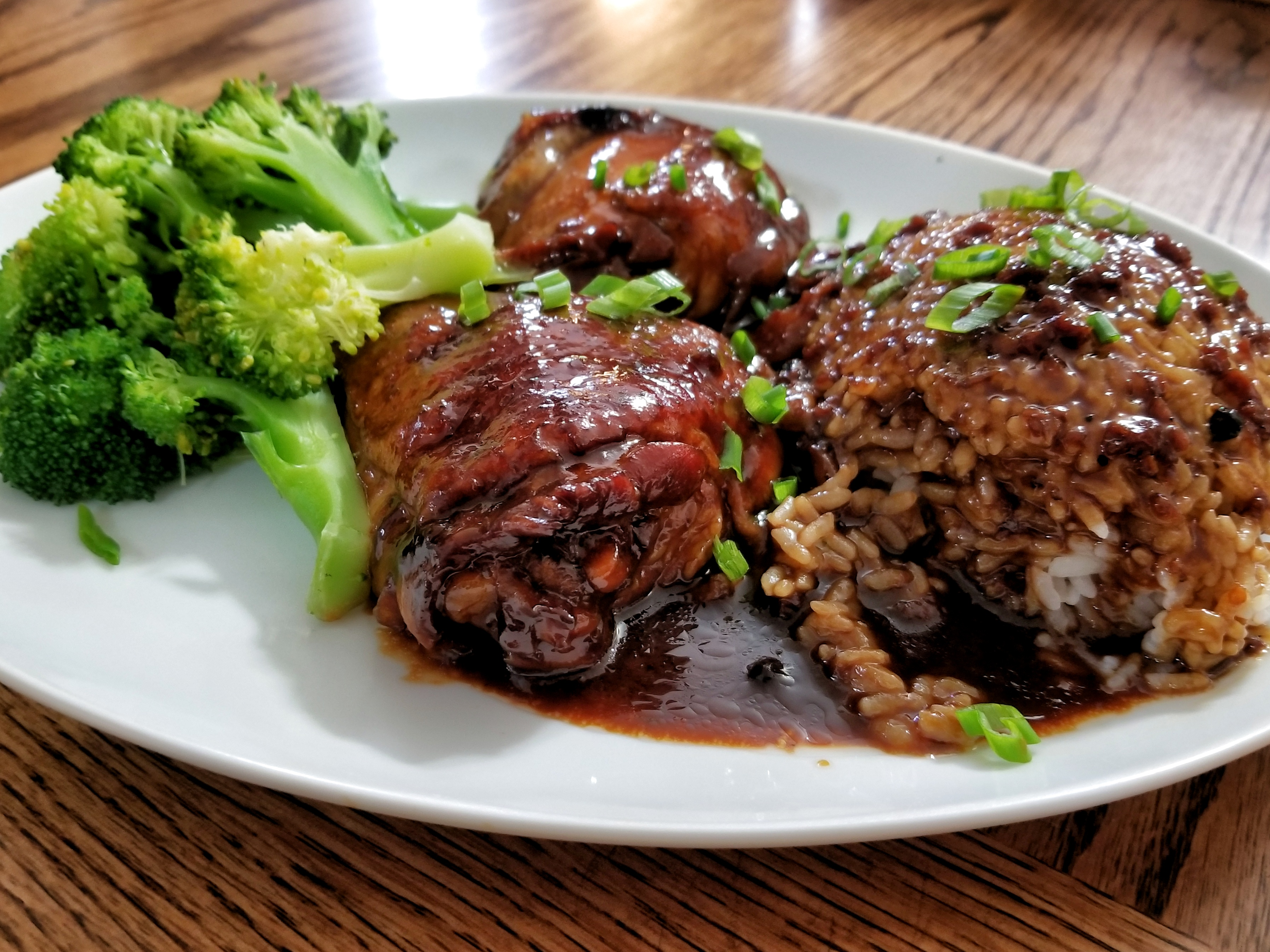
Adobo de pollo con brócoli

Si bien el adobo y el proceso de cocción en la cocina filipina y la descripción general del adobo español comparten características similares, se refieren a cosas diferentes con diferentes raíces culturales. A diferencia del adobo español y latinoamericano, el adobo filipino se compone de ingredientes nativos del sudeste asiático como: el vinagre de caña, la salsa de soja (originalmente sal), la pimienta negra y el laurel indio (en tiempos modernos se ha venido sustituyendo por el laurel común). Tradicionalmente no usa ni chiles, ni pimentón, ni orégano o tomates, tan característicos del adobo hispano. Su única similitud con los adobos español y latinoamericano es el uso principal de vinagre y ajo. El adobo filipino tiene un sabor característicamente salado y ácido, y a menudo también dulce, en contraste con el adobo mexicano, que es picante, o el adobo español, con un fuerte aroma a orégano.

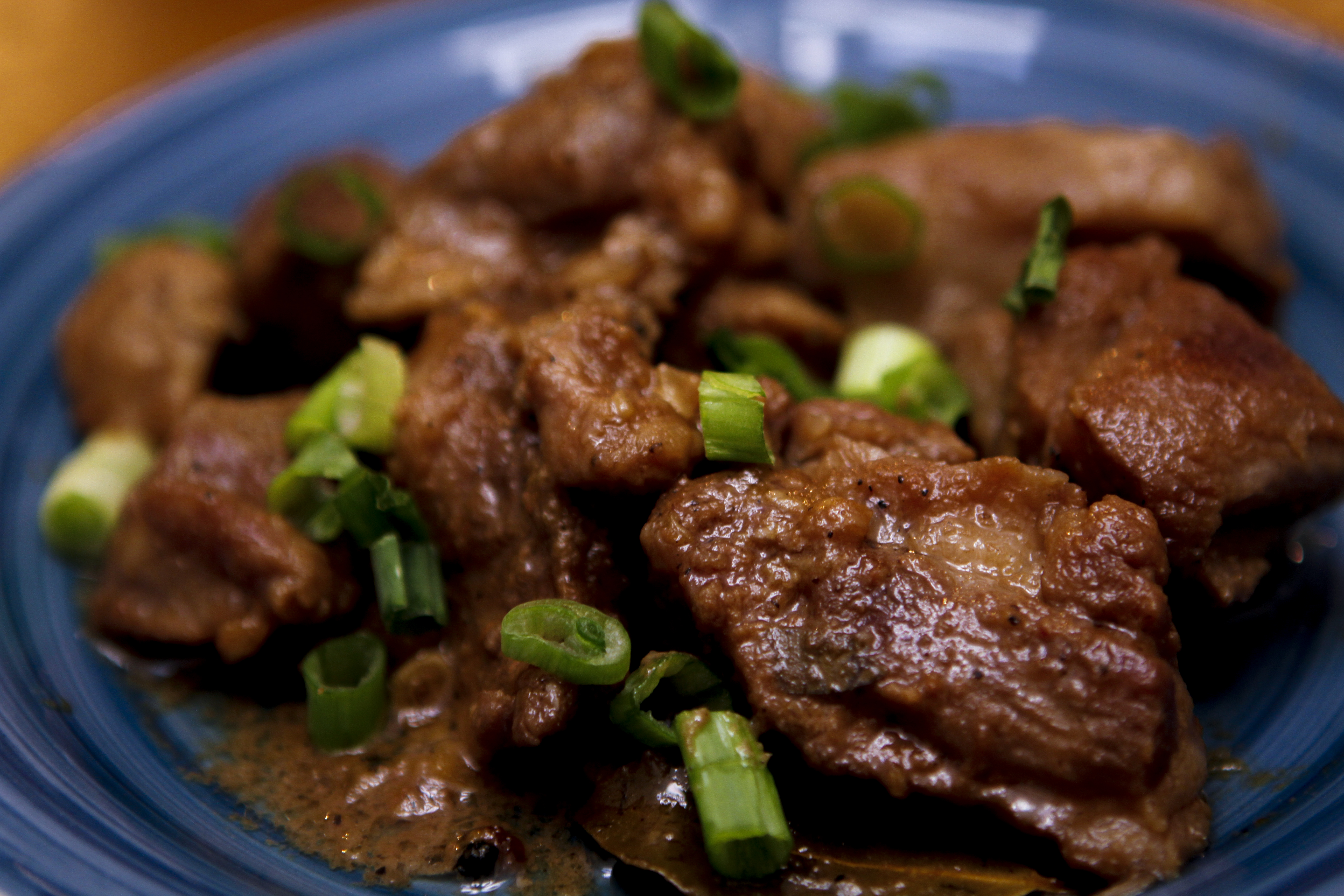
Adobo de cerdo con chalotas

Si bien el adobo filipino puede considerarse un «adobo» en el sentido español (un plato marinado), el uso filipino es mucho más específico para un proceso de cocción (en lugar de una receta específica) y no se limita a la carne. Por lo general, el cerdo o el pollo, o una combinación de ambos, se cuecen lentamente en vinagre, ajo machacado, hojas de laurel, granos de pimienta negra y salsa de soja, y se sirve con arroz blanco. Tradicionalmente se cocinaba en pequeñas ollas de barro (palayok o kulon); pero en los tiempos modernos se utilizan en su lugar ollas de metal o woks (kawali).
Existen numerosas variantes de la receta del adobo en Filipinas. El ingrediente más básico del adobo es el vinagre, que generalmente es vinagre de coco, vinagre de arroz o vinagre de caña (aunque a veces también se puede usar vino blanco o vinagre de sidra). Los ingredientes, o sus proporciones, varían enormemente según el gusto de cada hogar. La cantidad de salsa también varía, ya que a algunos les gusta el adobo más o menos seco, o más o menos picante. Incluso las personas en el mismo hogar pueden cocinar adobo de formas significativamente diferentes.

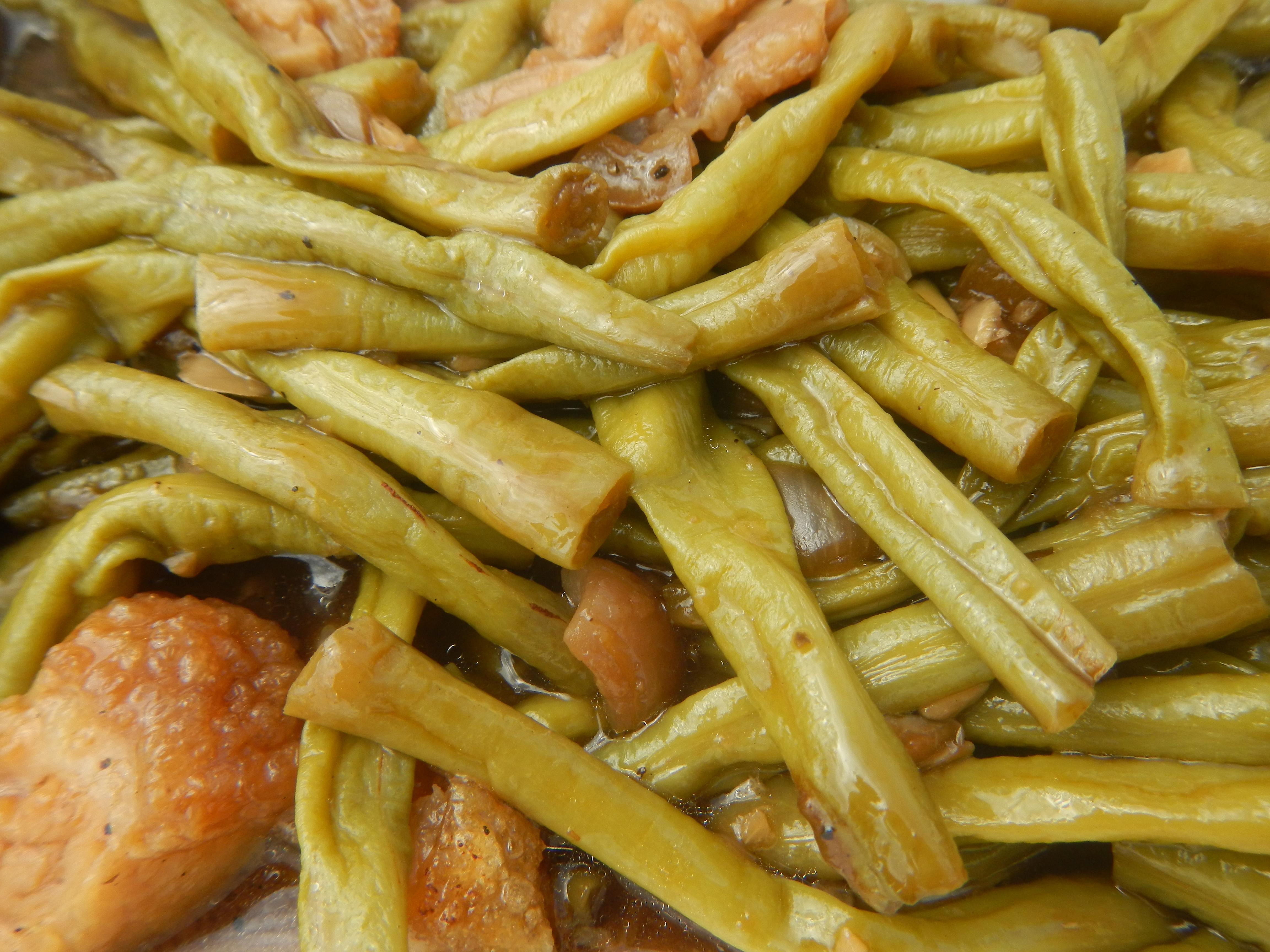
Adobong sitaw (adobo de judías verdes y cerdo)

Una versión más atípica sin salsa de soja se conoce como adobong puti (lit. 'adobo blanco'), que usa sal en su lugar, para contrastarlo con adobong itim ('adobo negro'), que es llamado así por llevar salsa de soja y que es más frecuente. El adobong puti se considera a menudo como el más parecido a la versión original del adobo prehispánico. Es similar a otro plato conocido como pinatisan, donde se usa patis (salsa de pescado) en lugar de vinagre.
El adobong dilaw ('adobo amarillo') obtiene ese color por usar cúrcuma (kalawag), y es típico de las Visayas y de Mindanao.
Además, algunos adobos filipinos incluyen chiles (ajíes) como el labuyo, el ojo de pájaro, el jalapeño. También pimiento morrón, aceite de oliva, cebolla, azúcar morena, papas o incluso piña (ananá). También se puede dorar en el horno, freír en sartén o asar a la parrilla para obtener bordes crujientes.
El adobo se considera el estofado filipino por excelencia, servido con arroz tanto en las comidas diarias como en las fiestas. Los montañistas y viajeros filipinos comúnmente lo empaquetan y lo consumen en sus viajes, ya que se conserva bien sin refrigeración. Su vida útil relativamente larga se debe a que el vinagre inhibe el crecimiento de bacterias.

## Variantes

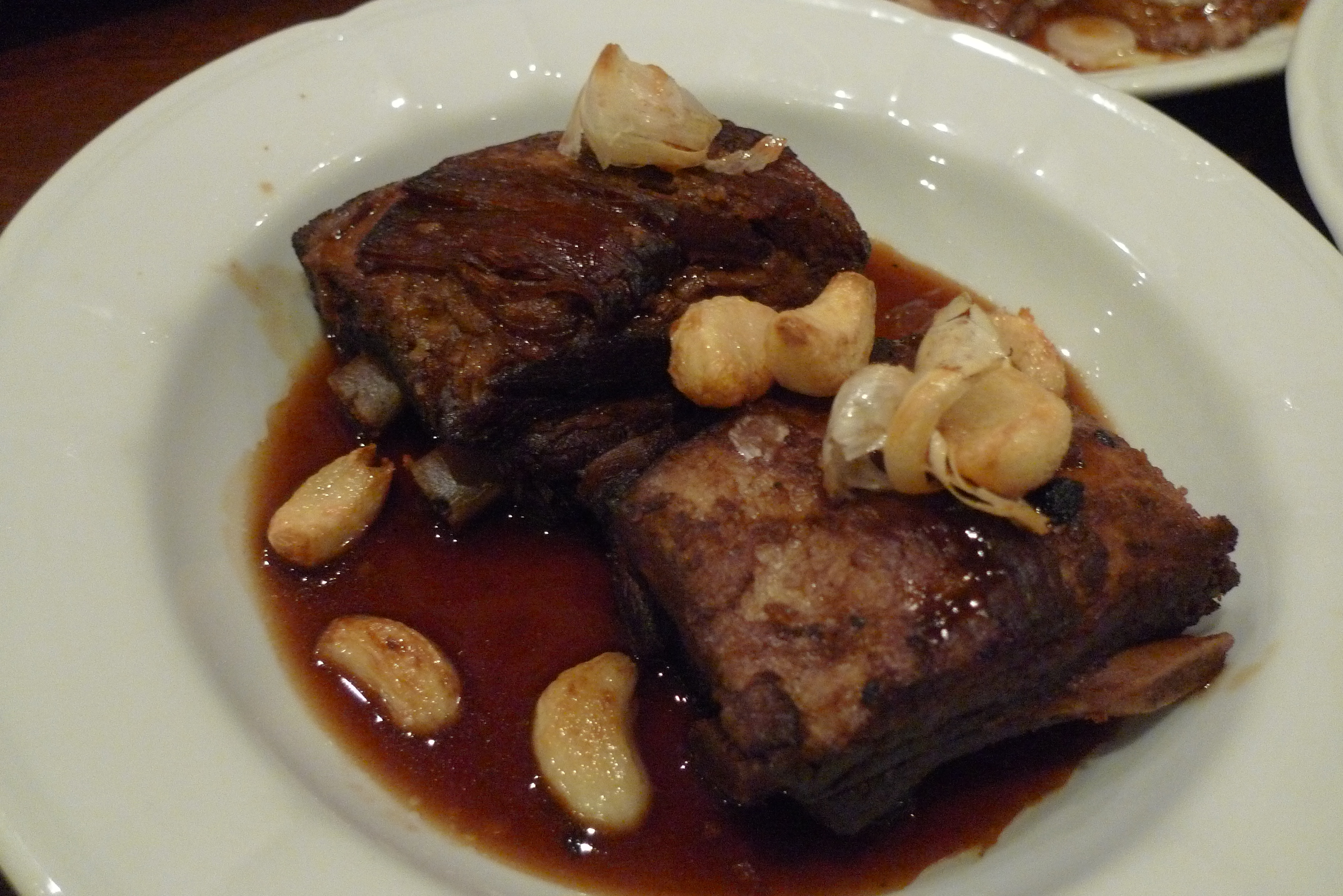
Adobo de ternera

En base a los ingredientes principales, los platos de adobo más comunes son adobong manok, en el que se usa pollo, y adobong baboy, en el que se usa cerdo. El adobong baka (res), junto con adobong manok, es el más popular entre los filipinos musulmanes. También se pueden utilizar otras fuentes de carne, como adobong pugò (codorniz), adobong itik (pato), adobong kambing (cabra). También hay adobos hechos de productos del mar, como pescado (adobong isda), bagre (adobong hito), camarones (adobong hipon) y calamares o sepias (adobong pusit). Incluso se pueden cocinar adobos vegetarianos, hechos a base de frutas y verduras, como espinaca de agua (adobong kangkong), brotes de bambú (adobong labong), berenjena (adobong talong), flores de plátano (adobong pusô ng saging) y okra (adobong okra).
Incluso versiones más exóticas incluyen adobong sawâ (serpiente), adobong palakâ (rana), adobung kamaru (grillo cebollero) típico de la cocina kapampángan, y el adobong atay at balunbalunan (hígado y molleja del pollo).
También hay variantes específicas de una región. En el sur de Luzón (región de Bicol) y en la Zamboanga musulmana, por ejemplo, es común encontrar adobos cocinados con leche de coco (conocido como adobo sa gatâ). En Cavite, se agrega hígado triturado de cerdo. En La Laguna, se agrega cúrcuma, lo que le da al plato un color amarillento distintivo (conocido como adobong dilaw, 'adobo amarillo'). En la norteña provincia de Batanes preparan una especie de adobo llamado «luñiz», que usa cerdo conservado en tarros con sal. En Batangas, el adobo se cocina con semillas de achuete, lo que le da un color rojizo.

El adobo también se ha convertido en un favorito de la cocina de fusión filipina, con cocineros de vanguardia que presentan variantes como el adobo de cerdo «al estilo japonés».

Adobos filipinos
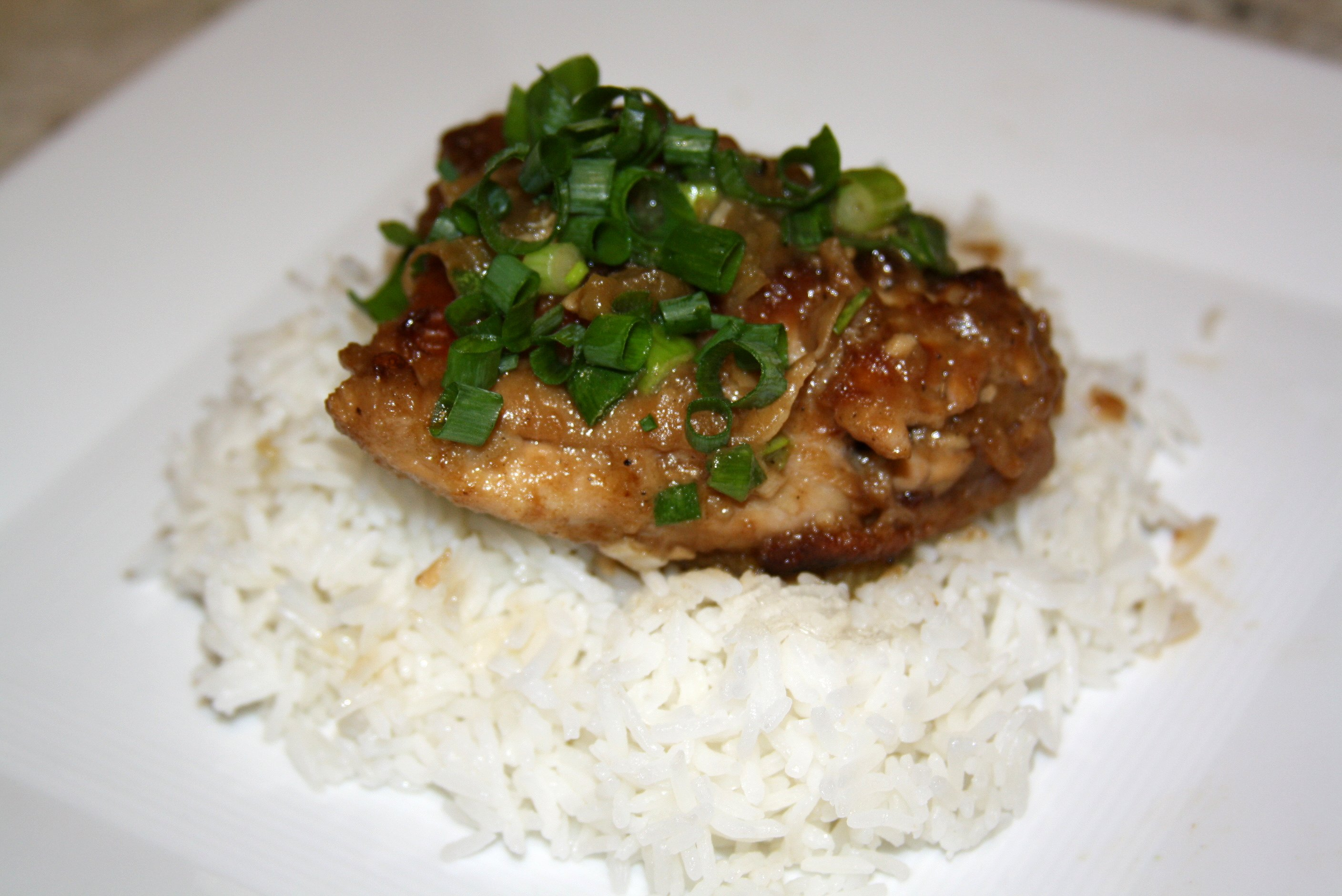
Adobo de pollo sobre arroz
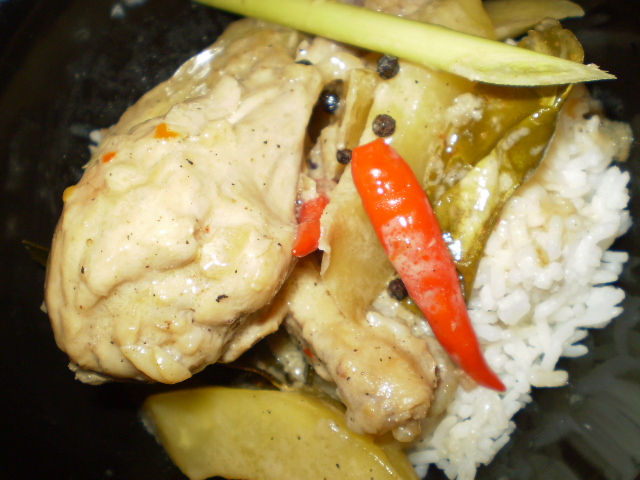
Adobo sa gata (de leche de coco)
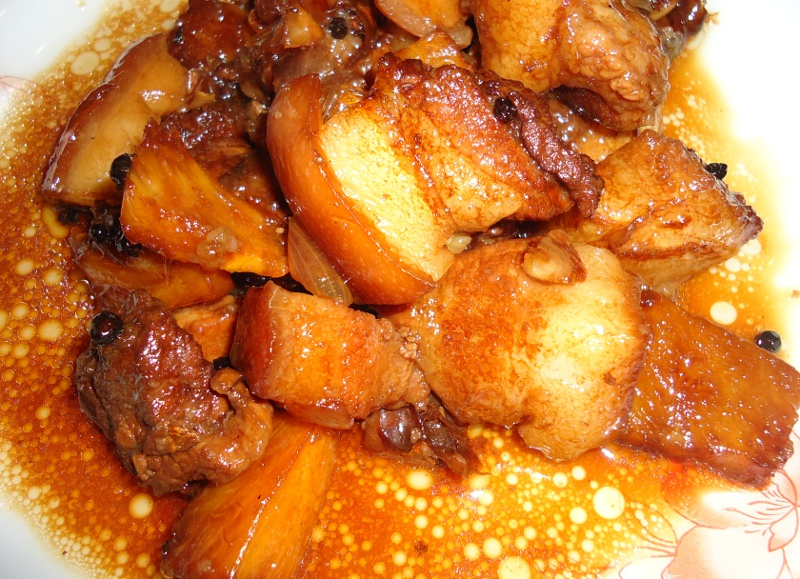
Adobo de cerdo con piña
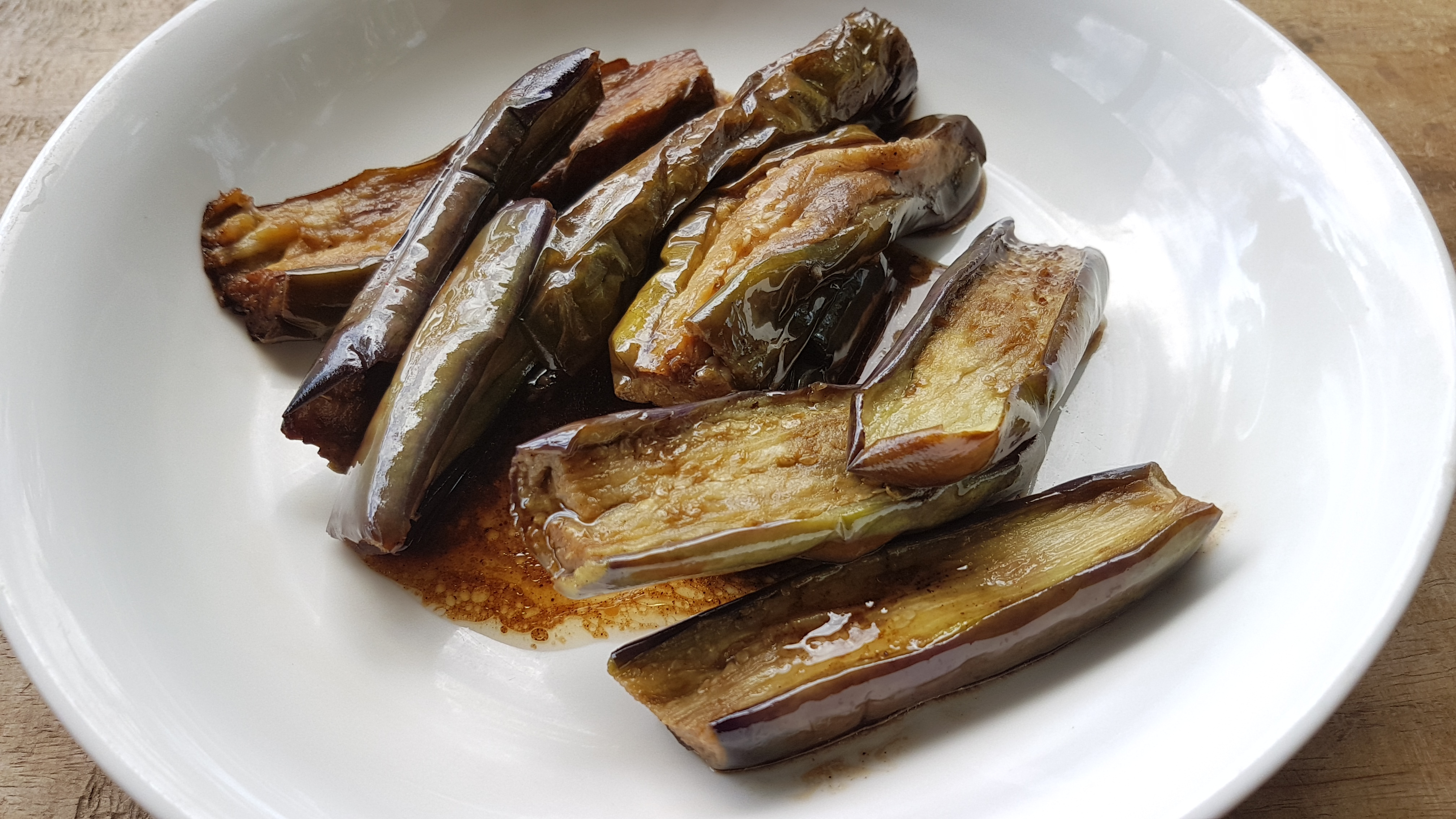
Adobong talong (de berenjena)
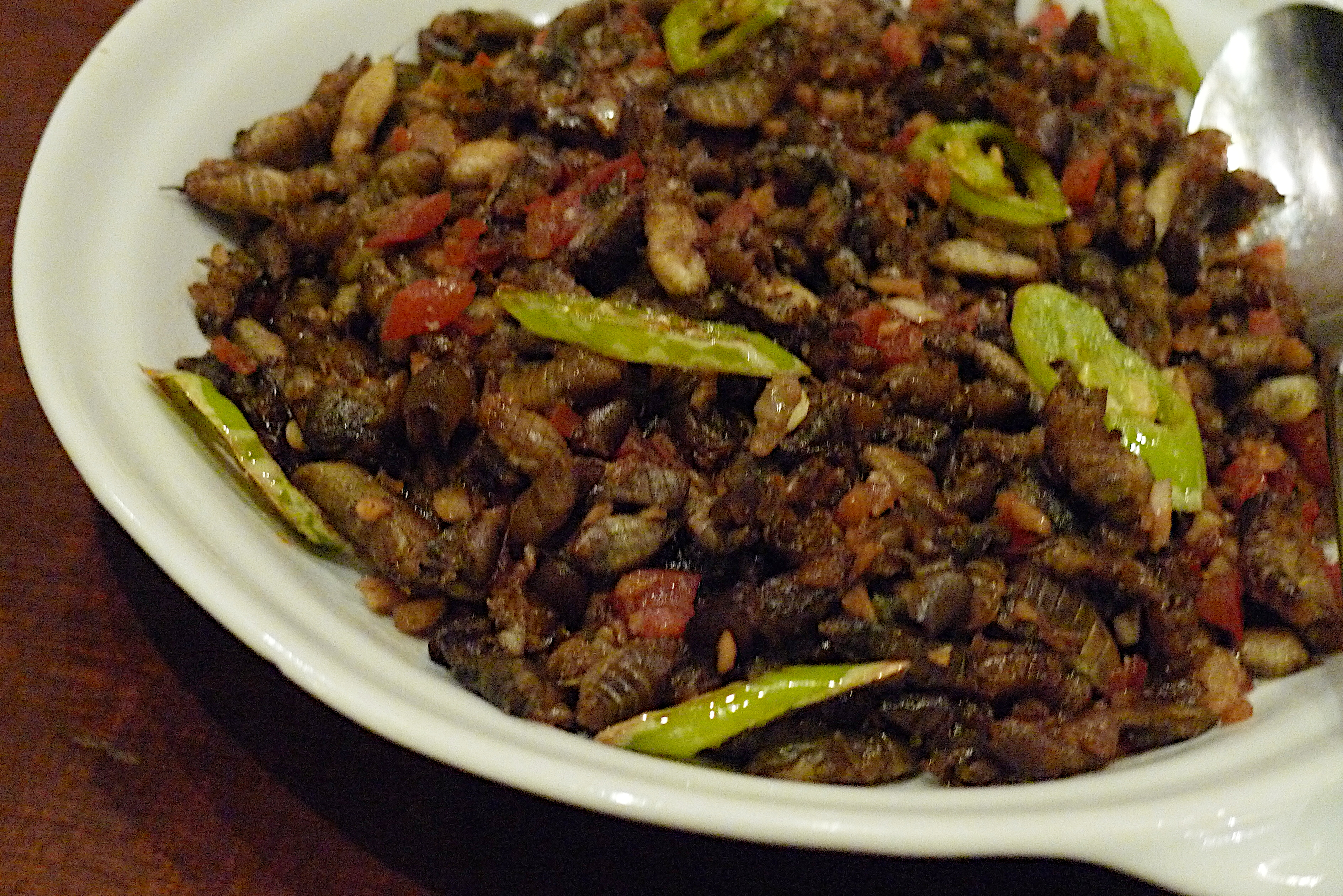
Adobung kamaru (de grillos cebolleros)
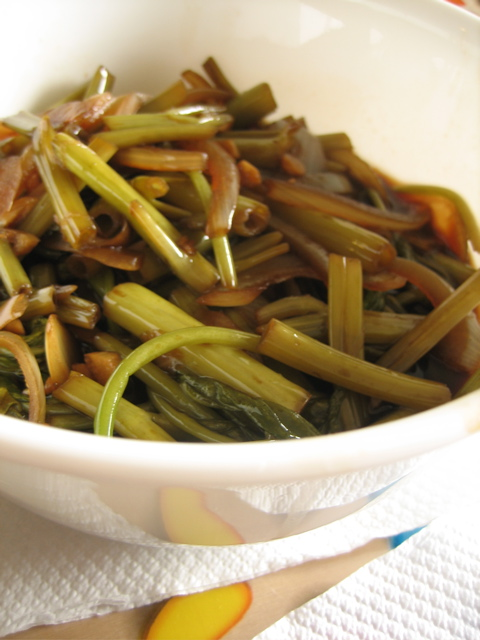
Adobong kangkong (de espinacas de agua)
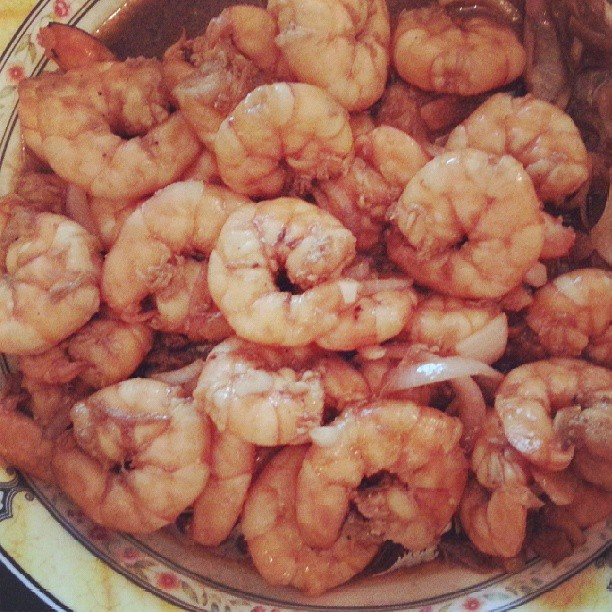
Adobong hipon (de camarones)
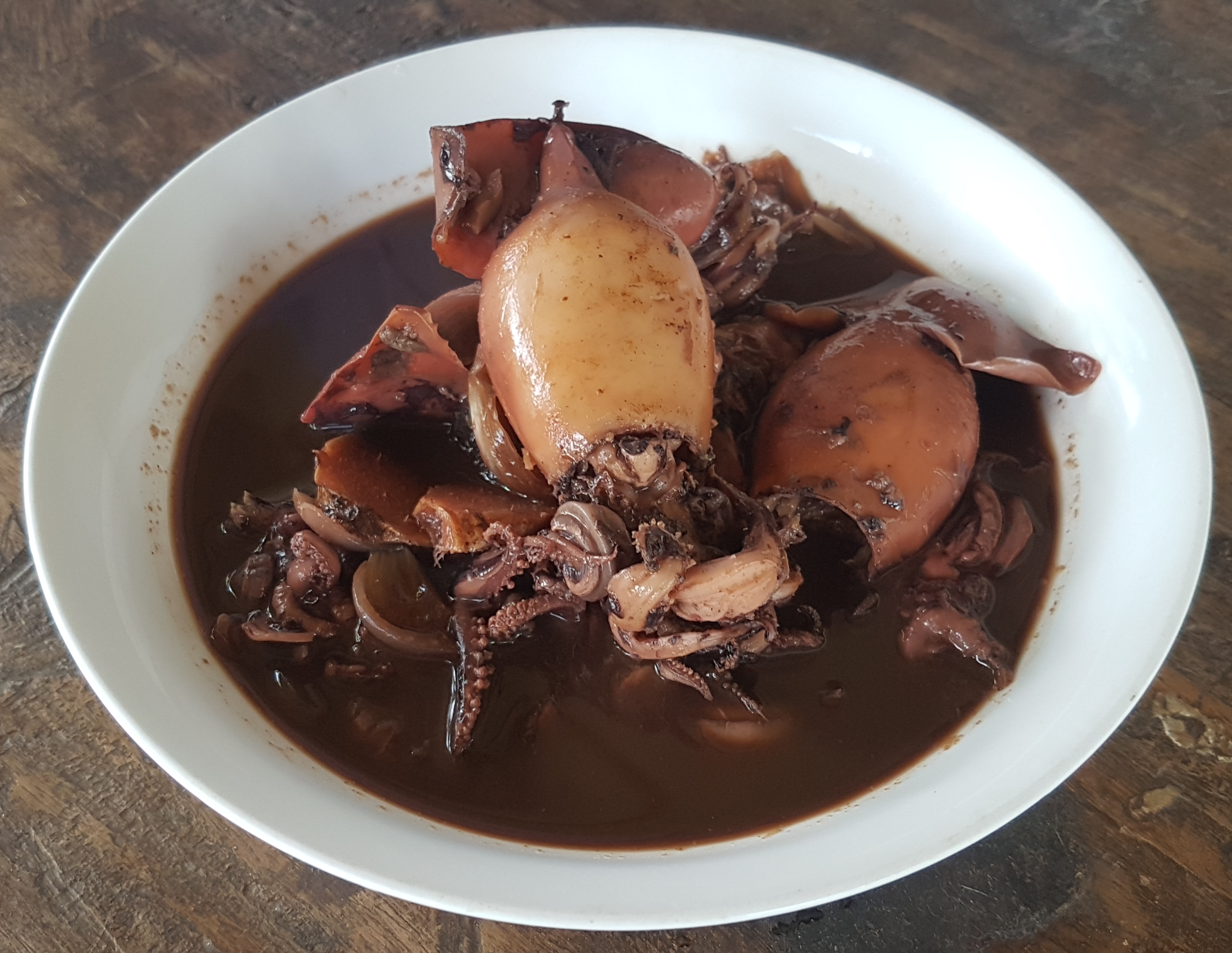
Adobong pusit (de calamar)
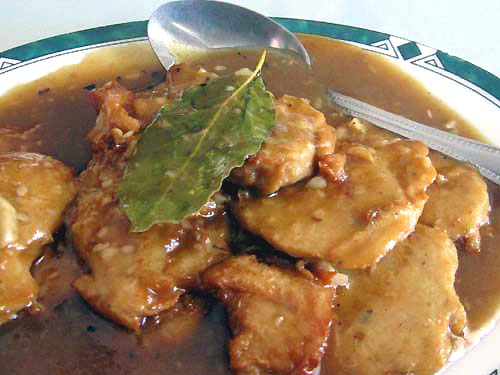
Adobo vegetariano
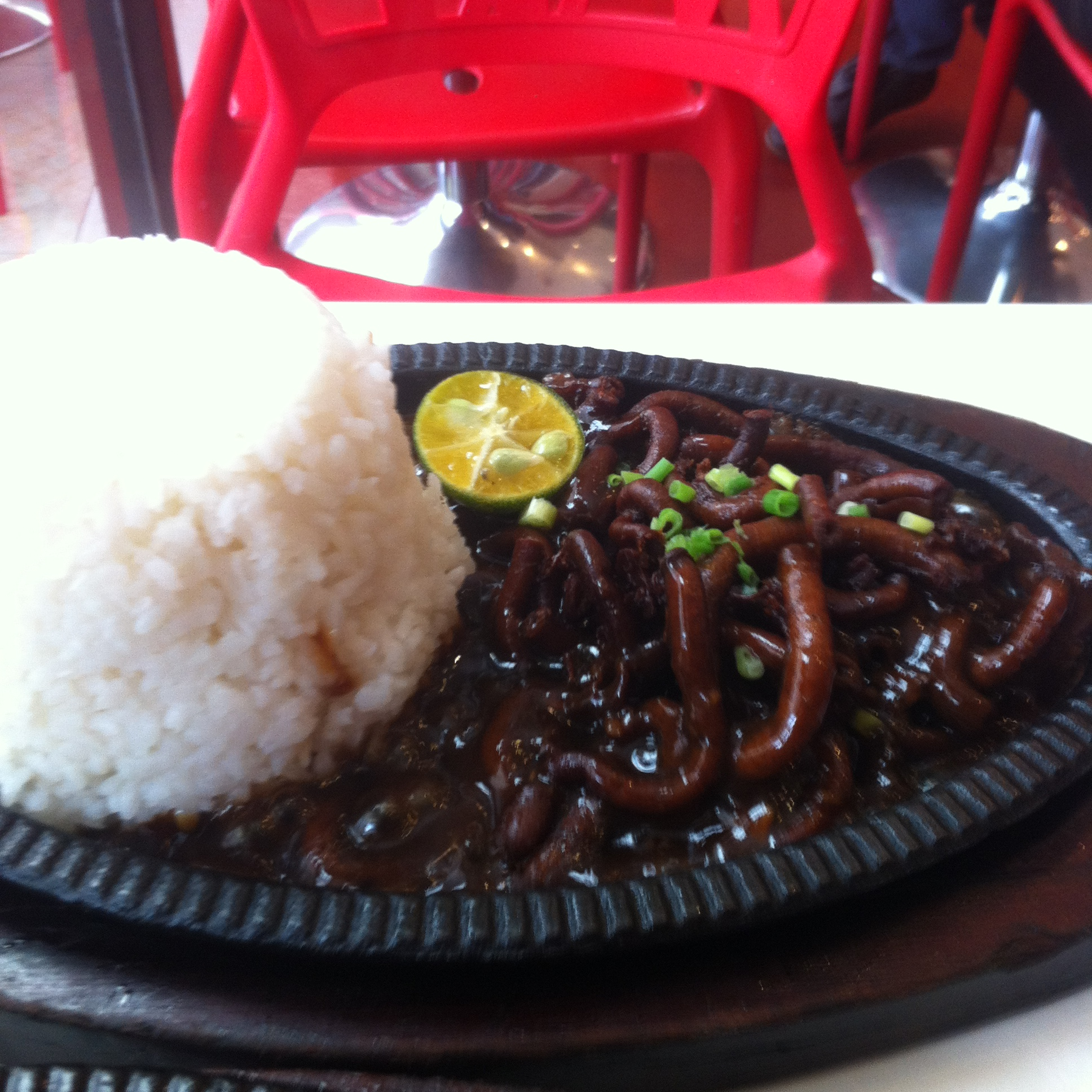
Adobong isaw ng manok (de intestinos de pollo)

## Otros usos
Fuera del plato en sí, el sabor del adobo se ha desarrollado comercialmente y se ha adaptado a otros alimentos. Varios productos locales de aperitivos filipinos, como palitos de maíz, nueces, patatas fritas, sopas de fideos y galletas de maíz, comercializan sus productos como «con sabor a adobo».